# Zehu Ze

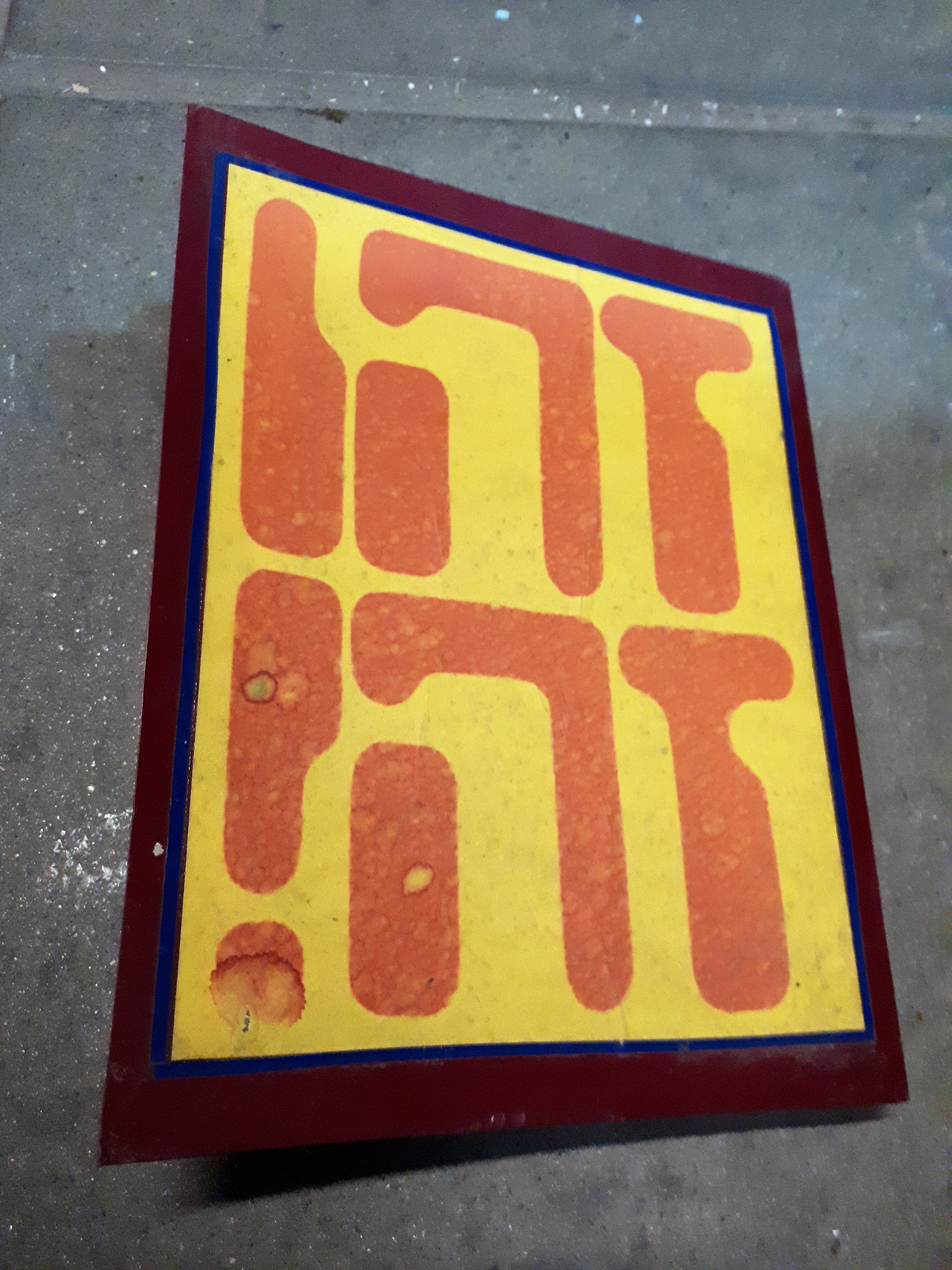
Logo de Zehu Ze!

Zehu Ze! (זהו זה en hébreu - prononcer zéou zé en français) est un programme télévisé satirique israélien devenu série-culte.  Produit entre 1978 et 1998 par deux chaînes de télévision successivement, il a entre autres joué un rôle particulier dans la société israélienne au cours de la guerre du golfe en 1991 en tant que soupape pour relâcher la situation de tension extrême de la population sous les bombardements. À la suite de l'apparition de la crise du Covid-19 et ses conséquences sociales contraignantes, la chaîne KAN 11 a fait appel aux mêmes acteurs pour renouveler la production du programme depuis le 26 mars 2020.

## Concept
Le nom du programme est une expression israélienne qui littéralement signifie: "c'est comme ça", expression couramment utilisée en hébreu. 
Le concept du programme est de représenter sous forme de sketches comiques les différentes préoccupations quotidiennes de la population sur toutes sortes de grands sujets du moment.

## Histoire

### Les débuts 1978-1980
Le programme a paru pour la première fois le 2 juillet 1978 en tant que programme pour la jeunesse sur la Télévision Éducative Israélienne. Il a débuté à l'initiative de Risha Tirman, qui était également son éditrice, avec la productrice Yafa Orenstein, le metteur en scène Yossi Ronen et trois acteurs : Moni Moshonov, Shlomo Bar Aba et Dalik Wolinitz. Il se présentait comme une série de sketches sur un thème donné avec des intermèdes musicaux pour une durée d'une heure au total. Le programme était présenté le dimanche, mardi et jeudi à 16 heures et reprogrammé le jour suivant à 13 h 30.

### Évolution de la série
Alors que de nombreux professionnels se sont succédé du côté de l'édition, la production et la mise en scène, les deux acteurs principaux Moni Moshonov et Shlomo Bar Aba sont jusqu’à ce jours restés en place, rejoints par d'autres acteurs en particulier Gidi Gov (en 1979), Doval'e Glickman (en 1984) et Avi Kushnir (en 1998). Ces cinq acteurs célèbres sont ceux qui apparaissent actuellement dans la série après sa reprise en mars 2020.
La série a commencé à être produite alors qu'il n'existait qu'une seule chaîne de télévision, ce qui a contribué à sa popularité. De nos jours, certaines répliques sont devenues des références dans la culture populaire israélienne de même que certains personnages apparaissant de façon récurrente dans la série. Parmi eux on peut compter:
- "les vieux": groupe de 3 hommes âgés qui se réunissent dans un parc (inspirés par une situation réelle)
- "les polonaises" ou les femmes de ces derniers qui se réunissent au café
- Le "Baba Buba" un prédicateur aux allures d'illuminé

### La guerre du golfe – 1991
À partir du 17 janvier 1991 et pendant une période d'environ un mois, 19 attaques de missiles à partir de l'Irak ont touché plusieurs villes d'Israël dont Tel Aviv, et la population a été confinée au cours des attaques, portant des masques protecteurs contre une éventuelles attaque chimique. Le programme Zehu Ze! a joué un rôle prépondérant, tournant en dérision certaines situation du moment: les critiques du maire de Tel Aviv par rapport aux "fuyards" quittant la ville pour se mettre a l'abri des missiles, les situations dues au port du masque, et autres. Les élucubrations hurluberlues du "Baba Buba" sur les scénarios possibles de fin de guerre sont dans toutes les mémoires dans le pays et, de façon générale, nombre d'israéliens se réfèrent à cette émission comme une planche de salut du point de vue émotionnel au cours de cette période. 

## Reprise du programme après vingt-deux ans d'absence en 2020
En mars 2020 la chaine Kan 11 appartenant la Société de Radiodiffusion Israélienne annonce la reprise du programme du fait de la crise du Covid-19. Cinq acteurs phares de la série, actuellement âgés de 60 à plus de 70 ans se réunissent à nouveau pour une première série hebdomadaire de quatorze épisodes les jeudis soirs, traitant des sujets d'actualité: la réalité du confinement, les angoisses de la maladie, mais aussi les crises économiques et politiques que traverse le pays. Après un arrêt de quelques semaines, une deuxième série est lancée à la suite de la réussite de la première.
Sous couvert d'humour' l'émission est le reflet des interrogations de la société israélienne sous tous ses aspects en ces moments critiques.